# Vickers Vernon
Vickers Vernon var ett brittiskt transportflygplan som utvecklades från den civila Vimy Commercial som i sin tur har sitt ursprung i bombflygplanet Vickers Vimy från första världskriget.
De första flygplanen levererades till Royal Air Force (RAF) 1921 som trupptransportflygplan. Totalt tillverkades 55 stycken, och de var i tjänst fram till 1927 då de ersattes av Vickers Victoria.

## Varianter
- Vernon Mk I - tvåmotorigt transportflygplan för RAF, försett med två Rolls-Royce Eagle VIII motorer, 20 stycken tillverkades.
- Vernon Mk II - försett med två Napier Lion II motorer, 25 stycken tillverkades. .
- Vernon Mk III - försett med två Napier Lion III motorer, 10 stycken tillverkades.